# Scott & Huutsch (Fernsehserie)
Scott & Huutsch (Originaltitel: Turner & Hooch) ist eine US-amerikanische Dramedy-Krimi-Serie, die eine Fortsetzung des gleichnamigen Films aus dem Jahr 1989 ist. Die Serie wurde am 21. Juli 2021 weltweit auf Disney+ veröffentlicht.

## Handlung
Das Leben des jungen, ehrgeizigen und verklemmten Deputy U.S. Marshals Scott Turner gerät gehörig aus den Fugen, als er den sabbernden und mehr als chaotischen Hund namens Huutsch erbt. Huutsch mag zwar die Quelle für ständige Verärgerung, Verwüstung und eine Bedrohung für die vielversprechende Karriere von Scott sein, doch trotz seines Fehlverhaltens ist er überaus nützlich und überraschend hilfsbereit, und unterstützt Scott beispielsweise bei der Suche nach Flüchtigen oder beschützt Zeugen. Verzweifelt wendet sich Scott an Erica Mouniere, einer Hundetrainerin bei den Marshals, die Scott dabei hilft, seinem vierbeinigen Partner Manieren beizubringen, aber auch die beiden zusammenzuführen. Erica hilft Scott dabei zu verstehen, was die Bedürfnisse von Huutsch sind, und wie Scott mit ihm am besten zusammenarbeiten kann. Was Scott nicht ahnt ist, dass Erica in ihn verliebt ist. Währenddessen Scott lernt mit Huutsch als Einheit zu fungieren, erhält er zusätzliche Hilfe und Anleitung von den zwei erfahrenen Deputys Jessica Baxter, die bestmöglich versucht Scott auf das Wesentliche zu fokussieren, und den rätselhaften sowie kauzigen Xavier Wilson, der jede Menge an Weisheiten zu berichten hat.
Auch auf das Liebesleben von Scott hat Huutsch großen Einfluss, denn Scott befindet sich mitten in einem Liebesdreieck zwischen Erica und seiner großen langjährigen Schwärmerei, der US-Staatsanwältin Brooke Mailer. Erica ist nicht nur hilfsbereit, lustig und total verknallt in Scott, sondern auch der größte Fan von Huutsch. Doch Scott fixiert sich mehr auf die zielstrebige und total fokussierte Brooke, die aber nicht viel mit den sabbernden Huutsch anfangen kann und will.
Während er für die Marshals arbeitet, untersucht Scott gemeinsam mit seiner Schwester Laura Turner einen sehr mysteriösen Fall, den ihr Vater vor seinem Tod nicht mehr aufklären konnte. Beide wissen nicht genau, wonach sie suchen, doch sie ahnen, dass Huutsch etwas damit zu tun hat. Unterstützt von David Sutton, dem ehemaligen Partner ihres Vaters, beginnen sie  zusammen ein schwerwiegendes Verbrechen in ihrer sonst verschlafenden kleinen Heimatstadt Cypress Beach aufzudecken. Die Zeit läuft ihnen davon, und unschuldige Leben stehen auf dem Spiel. Dabei scheinen alle Fäden bei Huutsch zusammenzulaufen. Scott wird bewusst, dass er nur die Situation entschärfen kann, indem er sein eigenes Leben für Huutsch riskiert, für den Hund, der unerwartet und unfreiwillige Teil des Lebens von Scott wurde.

## Besetzung und Synchronisation
Die deutschsprachige Synchronisation entstand nach den Dialogbüchern sowie unter der Dialogregie von Madeleine Stolze durch die Synchronfirma FFS Film- & Fernseh-Synchron in München.

### Hauptdarsteller
| Rolle              | Schauspieler        | Synchronsprecher |
| ------------------ | ------------------- | ---------------- |
| Scott Turner Jr.   | Josh Peck           | Jan Makino       |
| Laura Turner       | Lyndsy Fonseca      | Anke Kortemeier  |
| Erica Mouniere     | Vanessa Lengies     | Anna Ewelina     |
| Jessica Baxter     | Carra Patterson     | Katharina Friedl |
| Xavier „X“ Wilson  | Brandon Jay McLaren | Pascal Fligg     |
| Chief James Mendez | Anthony Ruivivar    | Markus Pfeiffer  |
| Matthew Garland    | Jeremy Maguire      | Tim Kraus        |

### Nebendarsteller
| Rolle               | Schauspieler        | Synchronsprecher |
| ------------------- | ------------------- | ---------------- |
| Dr. Emily Turner    | Sheila Kelley       | Madeleine Stolze |
| Darius              | Doron Bell          | Alexander Brem   |
| Brooke Mailer       | Becca Tobin         |                  |
| David „Dave“ Sutton | Reginald VelJohnson |                  |
| Trent Havelock      | Matt Hamilton       |                  |
| Grady Garland       | Paul Campbell       |                  |
| Olivia              | Cristina Rosato     |                  |
| Marcus Johnson      | Gavin Langelo       | Peter Frerich    |
| Jenna               | Caitlin Howden      | Leoni Beckenbach |

### Episodendarsteller
| Rolle           | Schauspieler     | Synchronsprecher |
| --------------- | ---------------- | ---------------- |
| Agent Kyle Long | Matthew MacCaull | Frank Schaff     |
| Lyle Wexler     | Peter Kelamis    | Gerd Meyer       |
| Lester          | Johnson Phan     | Xiduo Zhao       |
| Larry Gluck     | Ryan Beil        | Oliver Mink      |

## Episodenliste
| Nr. | Deutscher Titel                     | Originaltitel          | Erstveröffentlichung (USA) | Deutschsprachige Erstveröffentlichung (D/A/CH) | Regie                 | Drehbuch                       |
| --- | ----------------------------------- | ---------------------- | -------------------------- | ---------------------------------------------- | --------------------- | ------------------------------ |
| 1   | Auf den Hund gekommen               | Forever and a Dog      | 21. Juli 2021              | 21. Juli 2021                                  | McG                   | Matt Nix                       |
| 2   | Ein guter Tag für einen harten Hund | A Good Day to Dog Hard | 28. Juli 2021              | 28. Juli 2021                                  | Robert Duncan McNeill | Matt Nix                       |
| 3   | Wau, Diamanten!                     | Diamonds Are Furever   | 4. Aug. 2021               | 4. Aug. 2021                                   | Jay Karas             | Michael Horowitz               |
| 4   | In der Wuff-Linie                   | In the Line of Fur     | 11. Aug. 2021              | 11. Aug. 2021                                  | Gail Mancuso          | Lesley Wake Webster            |
| 5   | Huutsch, das Stinktier              | Road to Smell Dorado   | 18. Aug. 2021              | 18. Aug. 2021                                  | Robert Duncan McNeill | Juliet Seniff                  |
| 6   | Fährtenschnüffler                   | The Fur-gitive         | 25. Aug. 2021              | 25. Aug. 2021                                  | Betsy Thomas          | Steve Joe                      |
| 7   | Dein Freund und Jauler              | To Serve and Pawtect   | 1. Sep. 2021               | 1. Sep. 2021                                   | Craig Siebels         | Jackie Decembly & Matt Nix     |
| 8   | Kunst mit Biss                      | Arf Appreciation       | 8. Sep. 2021               | 8. Sep. 2021                                   | Ali LeRoi             | John Enbom                     |
| 9   | Welpenschutzprogramm                | Witness Pup-tection    | 15. Sep. 2021              | 15. Sep. 2021                                  | James Genn            | Jim Garvey & Matt Nix          |
| 10  | Gut gebellt ist halb gefunden       | Lost and Hound         | 22. Sep. 2021              | 22. Sep. 2021                                  | Robert Duncan McNeill | Christina Pumariega & Matt Nix |
| 11  | Hüte-Huutsch                        | Hooch Machina          | 29. Sep. 2021              | 29. Sep. 2021                                  | Shannon Kohli         | Michael Horowitz               |
| 12  | Mit vereintem Fletschen             | Bite Club              | 6. Okt. 2021               | 6. Okt. 2021                                   | Robert Duncan McNeill | Matt Nix                       |